# Trabrooksia
Trabrooksia is een monotypisch geslacht van slijmzwammen uit de familie Didymiaceae. De wetenschappelijke naam werd in 1980 gepubliceerd door H.W. Keller.

## Soorten
Het geslacht bevat alleen de typesoort:
- Trabrooksia applanata